# Carmen Carrera

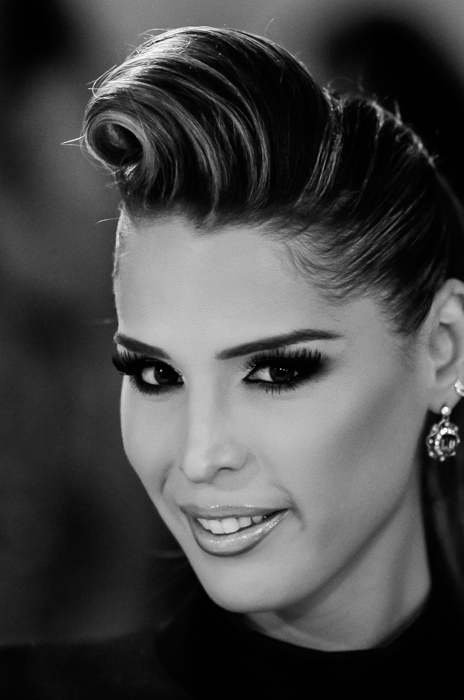
Carmen Carrera bei der New York Fashion Week im September 2011

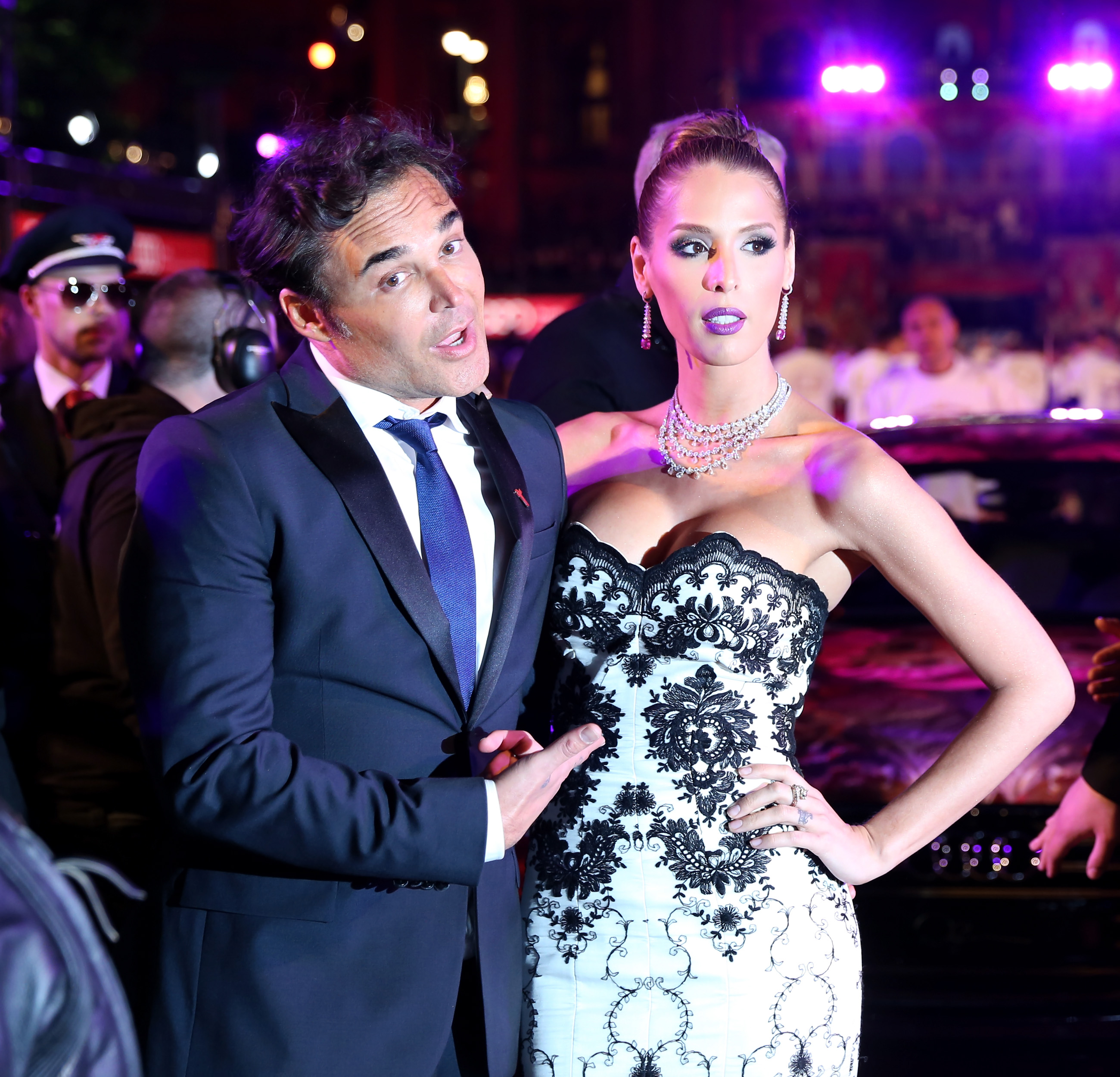
Carrera mit dem Fotografen David LaChapelle beim Life Ball in Wien 2014

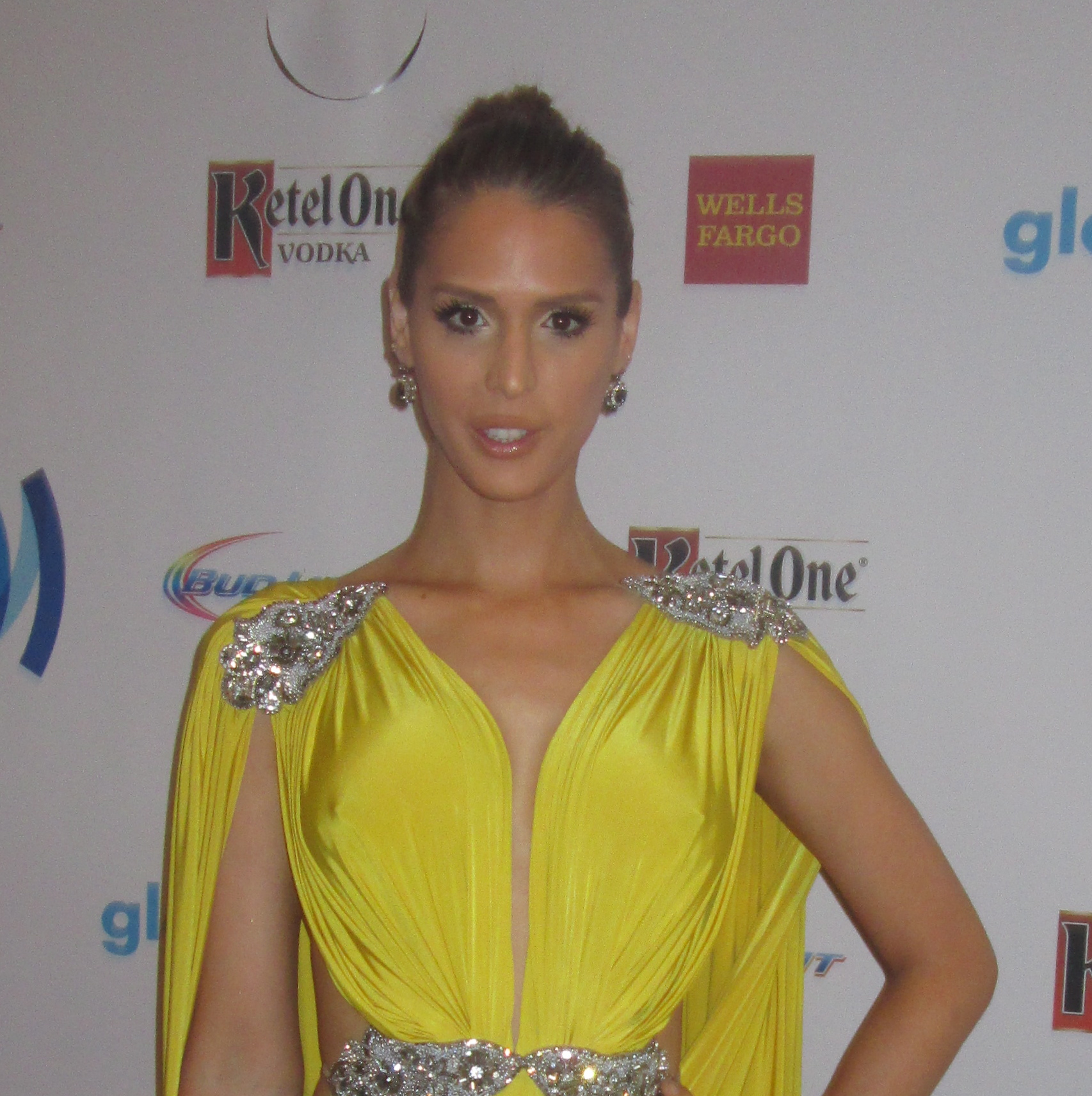
Carmen Carrera (2014)

Carmen Carrera (* 13. April 1985 in Elmwood Park, New Jersey) ist ein US-amerikanisches Model und eine Reality-TV-Schauspielerin. Sie ist transidentisch und LGBT-Aktivistin.

## Leben
Als Kleinkind identifizierte sich Carrera eher mit ihrer Mutter als mit einem Jungen. Ihr Vater, ein ehemaliger Drogenabhängiger, war weitgehend abwesend und starb, als sie zwei Jahre alt war. Ihre Mutter erzählte ihr, dass er an einem epileptischen Anfall starb, als Teenager erfuhr sie schließlich, dass die Hauptursache für seinen Tod Komplikationen durch AIDS waren.
Carrera sah oft Drag-Shows in Clubs und begann schließlich auch in ihnen aufzutreten. Im Jahr 2011 wirkte sie in einer Reihe von Serien mit, die von der amerikanischen Drag Queen und Fernsehpersönlichkeit RuPaul moderiert wurden, darunter in RuPaul’s Drag Race, RuPaul’s Drag Race: Untucked! und RuPaul’s Drag U. In diesen Shows identifizierte sie sich als homosexueller Mann.
Carrera nahm auch Schauspielrollen an. Im Jahr 2012 hatte sie eine Rolle in einer Folge der Serie What Would You Do?. Außerdem hatte sie 2014 einen Cameo-Auftritt in Jane the Virgin, 2015 in der Seifenoper Reich und Schön sowie in dem Film Ricki – Wie Familie so ist mit Meryl Streep. 2020 wirkte sie in einem Special der HBO-Dokumentarserie Habla Now mit.
Sie trat oft als sie selbst in verschiedenen Shows auf, darunter in der Episode Bar Mitzvah, Beads & Oh Baby! der TLC-Serie Cake Boss im Jahr 2012. In dieser Folge glaubte sie, dass sie engagiert wurde, um die Gleichberechtigung von Transgender-Menschen zu fördern. In Wirklichkeit war sie Teil eines Pranks, der dem Cousin von Cake Boss Buddy Valastro gespielt wurde. Valastro vermittelte seinem Cousin ein Date mit Carrera und erzählte ihm dann, dass Carrera ein Mann sei. Carrera äußerte ihre Wut auf Facebook und schrieb:

“By calling me a 'MAN' promotes ignorance and makes it ok to call transgender women, men. PEOPLE GET BULLIED, BEAT UP, AND KILLED FOR BEING TRANS BECAUSE OF THIS IGNORANCE! ... I made it VERY clear to the producers on how to use the correct wording before agreeing to filming this but instead they chose to poke fun and be disrespectful. That's not what I'm [sic] about! ... I may not have been born a woman, but I'm [sic] NOT a man. I told them I wouldn't mind if they said 'born male' or 'was a male'. After taking this journey it’s not fair at all to be lied to by the producers”

„Indem Sie mich einen 'MANN' nennen, fördern Sie Ignoranz und finden es in Ordnung, Transgender-Frauen, Männer zu nennen. MENSCHEN WERDEN SCHIKANIERT, VERPRÜGELT UND GETÖTET, WEIL SIE TRANS SIND, WEGEN DIESER IGNORANZ! ... Ich habe den Produzenten SEHR deutlich gemacht, wie man die korrekte Formulierung verwendet, bevor ich zugestimmt habe, dies zu filmen, aber stattdessen haben sie sich entschieden, sich darüber lustig zu machen und respektlos zu sein. Das ist nicht das, worum es mir [sic] geht! ... Ich mag nicht als Frau geboren worden sein, aber ich bin [sic] KEIN Mann. Ich habe ihnen gesagt, dass es mir nichts ausmachen würde, wenn sie 'als Mann geboren' oder 'ein Mann gewesen' sagen würden. Nachdem ich diese Reise gemacht habe, ist es überhaupt nicht fair, von den Produzenten belogen zu werden.“

Valastro entschuldigte sich daraufhin bei der Transgender-Community und TLC nahm die Folge aus der Rotation.
2011 wurde eine Petition gestartet, in der gefordert wurde, dass Carrera bei der Victoria’s Secret Fashion Show 2013 als Model auftritt, aber trotz Medienberichterstattung und ca. 45.000 Unterschriften blieb die Petition erfolglos. Erst 2019 nahm Victoria’s Secret mit der Brasilianerin Valentina Sampaio das erste transsexuelle  Model unter Vertrag.
Für einen Skandal sorgte 2014 ein Poster des Fotografen David LaChapelle für den Wiener Life Ball. Es zeigt Carmen Carrera nackt einmal mit männlichen Genitalien und zum anderen mit weiblichen Geschlechtsmerkmalen. Die FPÖ kritisierte die Aktion als „kriminell pornografisch“ und Christoph Schönborn, Erzbischof von Wien, sprach von „Intoleranz im Namen der Toleranz“.
Im Jahr 2015 heiratete Carrera Adrian Torres, mit dem sie seit 2009 eine Lebenspartnerschaft führte. Sie wusste jedoch nicht, wie sie ihm sagen sollte, dass sie sich als Frau identifiziert, und begann heimlich eine Hormontherapie. Als sie Brüste entwickelte, erkannte Torres – der sich als pansexuell identifiziert – die Wahrheit.
Das Paar trat 2015 in der Reality-Serie Couples Therapy auf. Carreras Geschlechtsangleichung, ihr Stress als Transgender-Model und ihre Affären wurden vor der Öffentlichkeit enthüllt. Sie sagte in einem Interview mit dem Magazin HIV Plus, sie habe gezögert, der Serie zuzustimmen, „aber ich habe es trotzdem gemacht, weil es wichtig für meine Community und für die Akzeptanz von uns war“. Ihre Hochzeit in der Sendung Couples Therapy war 2015 die erste einer transsexuellen Frau, die im Kabelfernsehen übertragen wurde. Sie wurde Stiefmutter von zwei Töchtern, die Torres aus einer früheren Beziehung hatte.
Im Jahr 2016 erhielt sie eine größere öffentliche Aufmerksamkeit, als sie zustimmte, Botschafterin der HIV-Präventionskampagne Play Sure Safer Sex der Stadt New York zu sein. Ihr Bild erschien in U-Bahnen und auf Bussen in der Stadt. Sie stimmte der Kampagne gegen den Rat von Freunden zu, die befürchteten, dass die Transgender-Community weiter stigmatisiert werden würde, wenn sie über HIV sprechen würde.